# (1413) Roucarie
(1413) Roucarie ist ein Asteroid des Hauptgürtels, der am 12. Februar 1937 vom französischen Astronomen Louis Boyer in Algier entdeckt wurde.
Benannt ist der Asteroid nach der Mutter des Entdeckers.